# Mueang Prachuap Khiri Khan (huyện)
Mueang Prachuap Khiri Khan (tiếng Thái: เมืองประจวบคีรีขันธ์) là huyện thủ phủ (Amphoe Mueang) của tỉnh Prachuap Khiri Khan, miền trung Thái Lan.

## Địa lý
Các huyện giáp ranh là Kui Buri về phía bắc và Thap Sakae về phía nam. Về phía tây là vùng Tanintharyi của Myanmar, về phía đông là vịnh Thái Lan.

## Hành chính
Huyện này được chia ra thành 6 phó huyện (tambon), các đơn vị này lại được chia thành 53 làng (muban). Thị xã (thesaban mueang) của Prachuap Khiri Khan nằm trên toàn bộ tambon Prachuap Khiri Khan cũng như nằm trên một phần của Ko Lak and Ao Noi. Một phần khác của Ao Noi thuộc thị trấn (thesaban tambon) KM 5. Nằm trên một phần của tambon Khlong Wan là thị trấn Khlong Wan.
| STT. | Tên                 | Tên Thái    | Số làng |  |
| ---- | ------------------- | ----------- | ------- |  |
| 1.   | Prachuap Khiri Khan | ประจวบคีรีขันธ์ | -       |  |
| 2.   | Ko Lak              | เกาะหลัก     | 11      |  |
| 3.   | Khlong Wan          | คลองวาฬ     | 9       |  |
| 4.   | Huai Sai            | ห้วยทราย     | 13      |  |
| 5.   | Ao Noi              | อ่าวน้อย      | 16      |  |
| 6.   | Bo Nok              | บ่อนอก       | 14      |  |